# Академическая гребля на летних Олимпийских играх 2008 — четвёрки парные (мужчины)
Соревнования парных четвёрок в академической гребле среди мужчин на летних Олимпийских играх 2008 прошли с 10 до 17 августа. Приняли участие 52 спортсмена из 13 стран.

## Призёры

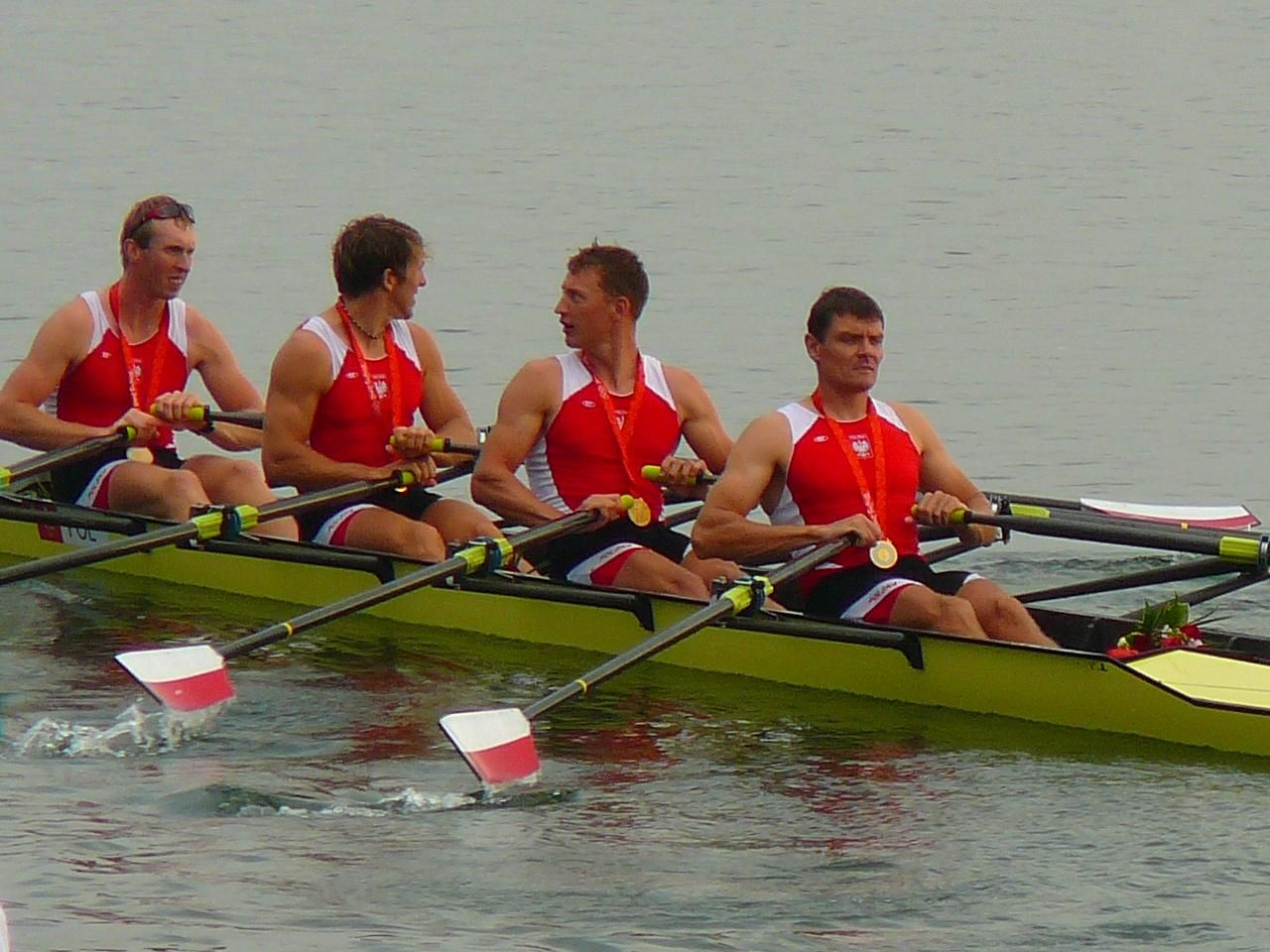
Сборная Польши

| Золото                                                                        | Серебро                                                                         | Бронза                                                                   |
| Польша · Конрад Васелевский · Марек Кольбович · Михал Елиньский · Адам Король | Италия · Лука Агаменнони · Симоне Веньер · Россано Гальтаросса · Симоне Райнери | Франция · Жонатан Кёффик · Жан-Пьер Пельтье · Жюльен Баэн · Седрик Берре |

## Рекорды
| Мировое лучшее время | Польша Конрад Васелевски, Марек Кольбович, Михаль Елиньски, Адам Король | 5:37,31 | Познань, Польша | 2006 год |

## Соревнование

### Отборочные гонки
Занявшие 1-3 места проходят в полуфинал, остальные в дополнительную гонку.
| Место | Спортсмены                                                               | Результат  |
| ----- | ------------------------------------------------------------------------ | ---------- |
| 1     | Австралия Крис Морган, Джеймс МакРэй, Брендан Лонг, Даниэль Нунэн        | 5:36,20 WB |
| 2     | Италия Лука Агаменнони, Симон Веньер, Россано Гальтаросса, Симон Райнери | 5:36,42    |
| 3     | Россия Никита Моргачев, Сергей Федоровцев, Игорь Салов, Николай Спинев   | 5:39,18    |
| 4     | Эстония Каспар Таймсоо, Владимир Латин, Игорь Кузьмин, Аллар Рая         | 5:42,22    |
| 5     | Чехия Петр Витасек, Милан Долечек, Якуб Ганак, Давид Йирка               | 6:00,98    |

| Место | Спортсмены                                                                   | Результат |
| ----- | ---------------------------------------------------------------------------- | --------- |
| 1     | Польша Конрад Васелевский, Марек Кольбович, Михал Елиньский, Адам Король     | 5:38,76   |
| 2     | Франция Жонатан Кёффик, Жан-Пьер Пельтье, Жюльен Баэн, Седрик Берре          | 5:41,75   |
| 3     | Беларусь Кирилл Лемешкевич, Александр Новиков, Павел Шурмей, Валерий Родевич | 5:43,73   |
| 4     | Куба Юлейдис Каскарет, Анхель Фуньер, Ханьер Консепсьон, Йоннис Эрнандес     | 5:44,68   |

| Место | Спортсмены                                                               | Результат |
| ----- | ------------------------------------------------------------------------ | --------- |
| 1     | Украина Сергей Гринь, Владимир Павловский, Олег Лыков, Сергей Билоущенко | 5:40,11   |
| 2     | Германия Штефан Крюгер, Рене Бертрам, Ханс Груне, Кристиан Шрайбер       | 5:43,48   |
| 3     | США Мэттью Хьюз, Сэм Ститт, Джейми Шрёдер, Скотт Голт                    | 5:45,77   |
| 4     | Словения Янеж Жупанч, Ерней Юрсе, Янеж Юрсе, Гаспер Фистравеч            | 5:57,02   |

### Дополнительная гонка
Занявшие 1-3 места проходят в полуфинал, последние становятся последними по итогам всего соревнования.
| Место | Спортсмены                                                               | Результат |
| ----- | ------------------------------------------------------------------------ | --------- |
| 1     | Эстония Каспар Таймсоо, Владимир Латин, Игорь Кузьмин, Аллар Рая         | 6:01,46   |
| 2     | Куба Юлейдис Каскарет, Анхель Фуньер, Ханьер Консепсьон, Йоннис Эрнандес | 6:03,56   |
| 3     | Чехия Петр Витасек, Милан Долечек, Якуб Ганак, Давид Йирка               | 6:04,95   |
| 4     | Словения Янеж Жупанч, Ерней Юрсе, Янеж Юрсе, Гаспер Фистравеч            | 6:12,64   |

### Полуфинал
Занявшие 1-3 места проходят в финал A, остальные в финал B.
| Место | Спортсмены                                                                   | Результат |
| ----- | ---------------------------------------------------------------------------- | --------- |
| 1     | Польша Конрад Васелевский, Марек Кольбович, Михал Елиньский, Адам Король     | 5:51,29   |
| 2     | Австралия Крис Морган, Джеймс МакРэй, Брендан Лонг, Даниэль Нунэн            | 5:52,93   |
| 3     | Германия Штефан Крюгер, Рене Бертрам, Ханс Груне, Кристиан Шрайбер           | 5:53,56   |
| 4     | Чехия Петр Витасек, Милан Долечек, Якуб Ганак, Давид Йирка                   | 5:56,38   |
| 5     | Россия Никита Моргачев, Сергей Федоровцев, Игорь Салов, Николай Спинев       | 5:59,56   |
| 6     | Беларусь Кирилл Лемешкевич, Александр Новиков, Павел Шурмей, Валерий Родевич | 6:06,80   |

| Место | Спортсмены                                                               | Результат |
| ----- | ------------------------------------------------------------------------ | --------- |
| 1     | Италия Лука Агаменнони, Симон Веньер, Россано Гальтаросса, Симон Райнери | 5:51,20   |
| 2     | США Мэттью Хьюз, Сэм Ститт, Джейми Шрёдер, Скотт Голт                    | 5:52,81   |
| 3     | Франция Жонатан Кёффик, Жан-Пьер Пельтье, Жюльен Баэн, Седрик Берре      | 5:53,04   |
| 4     | Эстония Каспар Таймсоо, Владимир Латин, Игорь Кузьмин, Аллар Рая         | 5:54,57   |
| 5     | Украина Сергей Гринь, Владимир Павловский, Олег Лыков, Сергей Билоущенко | 6:03,71   |
| 6     | Куба Юлейдис Каскарет, Анхель Фуньер, Ханьер Консепсьон, Йоннис Эрнандес | 6:04,99   |

### Финалы

#### Финал B
| Место | Спортсмены                                                                   | Результат |
| ----- | ---------------------------------------------------------------------------- | --------- |
| 1     | Россия Никита Моргачев, Сергей Федоровцев, Игорь Салов, Николай Спинев       | 5:46,17   |
| 2     | Украина Сергей Гринь, Владимир Павловский, Олег Лыков, Сергей Билоущенко     | 5:47,89   |
| 3     | Эстония Каспар Таймсоо, Владимир Латин, Игорь Кузьмин, Аллар Рая             | 5:48,12   |
| 4     | Чехия Петр Витасек, Милан Долечек, Якуб Ганак, Давид Йирка                   | 5:50,07   |
| 5     | Беларусь Кирилл Лемешкевич, Александр Новиков, Павел Шурмей, Валерий Родевич | 5:50,74   |
| 6     | Куба Юлейдис Каскарет, Анхель Фуньер, Ханьер Консепсьон, Йоннис Эрнандес     | 5:52,66   |

#### Финал A
| Место | Спортсмены                                                                 | Результат |
| ----- | -------------------------------------------------------------------------- | --------- |
| 1     | Польша Конрад Васелевский, Марек Кольбович, Михал Елиньский, Адам Король   | 5:41,33   |
| 2     | Италия Лука Агаменнони, Симоне Веньер, Россано Гальтаросса, Симоне Райнери | 5:43,57   |
| 3     | Франция Жонатан Кёффик, Жан-Пьер Пельтье, Жюльен Баэн, Седрик Берре        | 5:44,34   |
| 4     | Австралия Крис Морган, Джеймс Макрэй, Брендан Лонг, Дэниел Нунэн           | 5:44,68   |
| 5     | США Мэттью Хьюз, Сэм Ститт, Джейми Шрёдер, Скотт Голт                      | 5:47,64   |
| 6     | Германия Штефан Крюгер, Рене Бертрам, Ханс Груне, Кристиан Шрайбер         | 5:50,96   |